# Єнево (Шуменська область)
Є́нево (болг. Енево) — село в Шуменській області Болгарії. Входить до складу общини Новий Пазар.

## Населення
За даними перепису населення 2011 року у селі проживали 390 осіб.
Національний склад населення села:
| Національність   | Кількість осіб | Відсоток |
| ---------------- | -------------- | -------- |
| болгари          | 248            | 66,8%    |
| цигани           | 114            | 30,7%    |
| турки            | 3              | 0,8%     |
| Всього відповіли | 371            |          |

Розподіл населення за віком у 2011 році:
Динаміка населення: